# Diamesa admontensis
Diamesa admontensis är en tvåvingeart som först beskrevs av Maurice Emile Marie Goetghebuer 1950.  Diamesa admontensis ingår i släktet Diamesa och familjen fjädermyggor.
Artens utbredningsområde är Österrike. Inga underarter finns listade i Catalogue of Life.